# Dinis Dias
Pour les articles homonymes, voir Dias et Fernandez.
Dinis Dias est un grand navigateur et explorateur portugais du XVe siècle. Il est le père de Bartolomeu Dias et Diogo Dias.

## Patronyme
La transcription de son nom varie selon les sources. Pour le prénom on trouve Dinis, mais aussi Denis. Quant au nom de famille, on relève Dias, Diaz ou Dyaz, mais également Fernandes ou Fernandez, notamment pour les références les plus tardives. Ceci peut s'expliquer par l'usage de patronymes doubles dans la péninsule Ibérique, puisque l'on rencontre également Denis Dias e Fernandes.

## Biographie
Sa date de naissance et celle de sa mort ne sont pas connues avec certitude.

Armoiries de Henri le Navigateur

Dinis Dias est issu de la noblesse portugaise et vit à Lisbonne, à la cour du roi Jean Ier de Portugal.
On lui attribue deux grands voyages sur les côtes africaines. Selon le chroniqueur Gomes Eanes de Zurara, Dinis Dias fut le premier navigateur portugais chargé de la capture d'esclaves par Henri le Navigateur, qui souhaitait les vendre pour financer ses expéditions.
En 1442, en compagnie de Gonçalo de Sintra, il parvient jusqu’au Cap Blanc (en portugais, Cabo Branco).
En 1444, premier navigateur à dépasser « le pays de Maures et être arrivé au pays des noirs » , il atteint le point le plus occidental du continent africain et le nomme Cap Vert (Cabo Verde en portugais) en raison de la luxuriante végétation qu'il y observe. Ce lieu correspond à la presqu'île du Cap-Vert dans le Sénégal d'aujourd'hui et non aux îles du Cap-Vert qui ne seront découvertes qu'en 1456. Il atteint également l'île de Gorée qu'il désigne cependant sous le nom de Ilha de Palma.
Le 18 août 1446, le roi Alphonse V de Portugal le nomme à la tête du tribunal suprême (Casa do Cívil).

## Postérité
Le navigateur Bartolomeu Dias serait l’un de ses descendants, ou du moins un parent.
Le Ve centenaire de la découverte du Cap-Vert est célébré à Dakar en 1944 et réunit pour la première fois des ethnologues, géographes et naturalistes ouest-africains.